# Philippe Thys (football)
Pour les articles homonymes, voir Philippe Thys et Thys.
Philippe Thys (né le 30 août 1959 à Paris) est un ancien footballeur français, qui évoluait au poste de latéral gauche.

## Biographie
Philippe Thys joue principalement en faveur du FC Metz, du Racing Paris, de l'Olympique de Marseille et du Sporting Toulon Var.
Au total, il dispute 393 matchs en Division 1 et 23 matchs en Division 2, sans oublier 2 matchs en Ligue des champions et 2 rencontres en Coupe de l'UEFA.
On le retrouve ensuite au poste de " recruteur " a l'´AFC Tubize, en D2 belge ou il fait venir l'attaquant franco-algérien Mehdi Fennouche du  Toulouse Football Club en 2014 et les entraîneurs français Colbert Marlot, Thierry Goudet puis Régis Brouard en 2016.

## Carrière
- 1979-1980 :  INF Vichy
- 1980-1985 :  FC Metz
- 1985-1987 :  RC France
- 1987-1988 :  FC Nantes
- 1987-1990 :  Olympique de Marseille
- 1990-1993 :  Sporting Toulon Var
- 1993-1996 :  RC Strasbourg
- 1996-1997 :  US Endoume[1]

## Palmarès
- Champion de France en 1989 et en 1990 avec l'Olympique de Marseille
- Vainqueur de la Coupe de France en 1984 avec le FC Metz et en 1989 avec l'Olympique de Marseille
- Champion de France de Division 2 en 1986 avec le RC Paris